# Чемпионат мира по фигурному катанию 1912
Чемпионат мира по фигурному катанию 1912 года был проведён Международным союзом конькобежцев в Великобритании и Швейцарии. Фигуристы соревновались в мужском, женском одиночном катании и в парном катании.
Соревнование среди мужчин и среди пар проходили с 16 по 17 февраля в Манчестере, среди женщин — с 27 по 28 января в Давосе. На чемпионате впервые выступали фигуристы Франции.

## Участники
В чемпионате приняло участие 26 спортсменов из 8 стран, что оказалось рекордом для того времени.
| Мест | Мужчины                                                                         |
| ---- | ------------------------------------------------------------------------------- |
| 10   | Великобритания                                                                  |
| 4    | Германия                                                                        |
| 2    | Венгрия · Австрия · Швеция · Великое княжество Финляндское · Норвегия · Франция |

## Результаты

### Мужчины
| Место | Имя               | Страна         | Сумма мест |
| ----- | ----------------- | -------------- | ---------- |
| 1     | Фриц Кахлер       | Австрия        | 8          |
| 2     | Вернер Риттбергер | Германия       | 16         |
| 3     | Андор Сенде       | Венгрия        | 18         |
| 4     | Харальд Рут       | Швеция         | 28         |
| 5     | Артур Камминг     | Великобритания | 36         |
| 6     | Дунбар Поле       | Швеция         | 41         |

### Женщины
| Место | Имя                    | Страна                        | Сумма мест |
| ----- | ---------------------- | ----------------------------- | ---------- |
| 1     | Опика фон Мерай-Хорват | Венгрия                       | 7          |
| 2     | Дороти Гринхоу-Смит    | Великобритания                | 14         |
| 3     | Филлис Джонсон         | Великобритания                | 18         |
| 4     | Гвендолин Лайсет       | Великобритания                | 18         |
| 5     | Грете Штразилла        | Германская империя            | 20         |
| 6     | Мицци Велленрайтер     | Австрия                       | 28         |
| 7     | Людовика Эйлерс        | Великое княжество Финляндское | 35         |

### Пары
| Место | Имя                                | Страна                        | Сумма мест |
| ----- | ---------------------------------- | ----------------------------- | ---------- |
| 1     | Филлис Джонсон / Джеймс Джонсон    | Великобритания                | 8.5        |
| 2     | Людовика Эйлерс / Вальтер Якобссон | Великое княжество Финляндское | 10         |
| 3     | Алексия Скёйен / Ингвар Брин       | Норвегия                      | 14         |
| 4     | Гедвиг Винцер / Гуго Винцер        | Германская империя            | 20         |
| 5     | Анита Дель Монте / Луи Магнус      | Франция                       | 25.5       |
| 6     | Инид Гаррисон / Бейзил Уильямс     | Великобритания                | 29         |
| 7     | Артур Кадоган / Артур Камминг      | Великобритания                | 36         |
| 8     | Луиза Лоувет / Эрнест Уосли        | Великобритания                | 37         |